# Efekt Meissnera

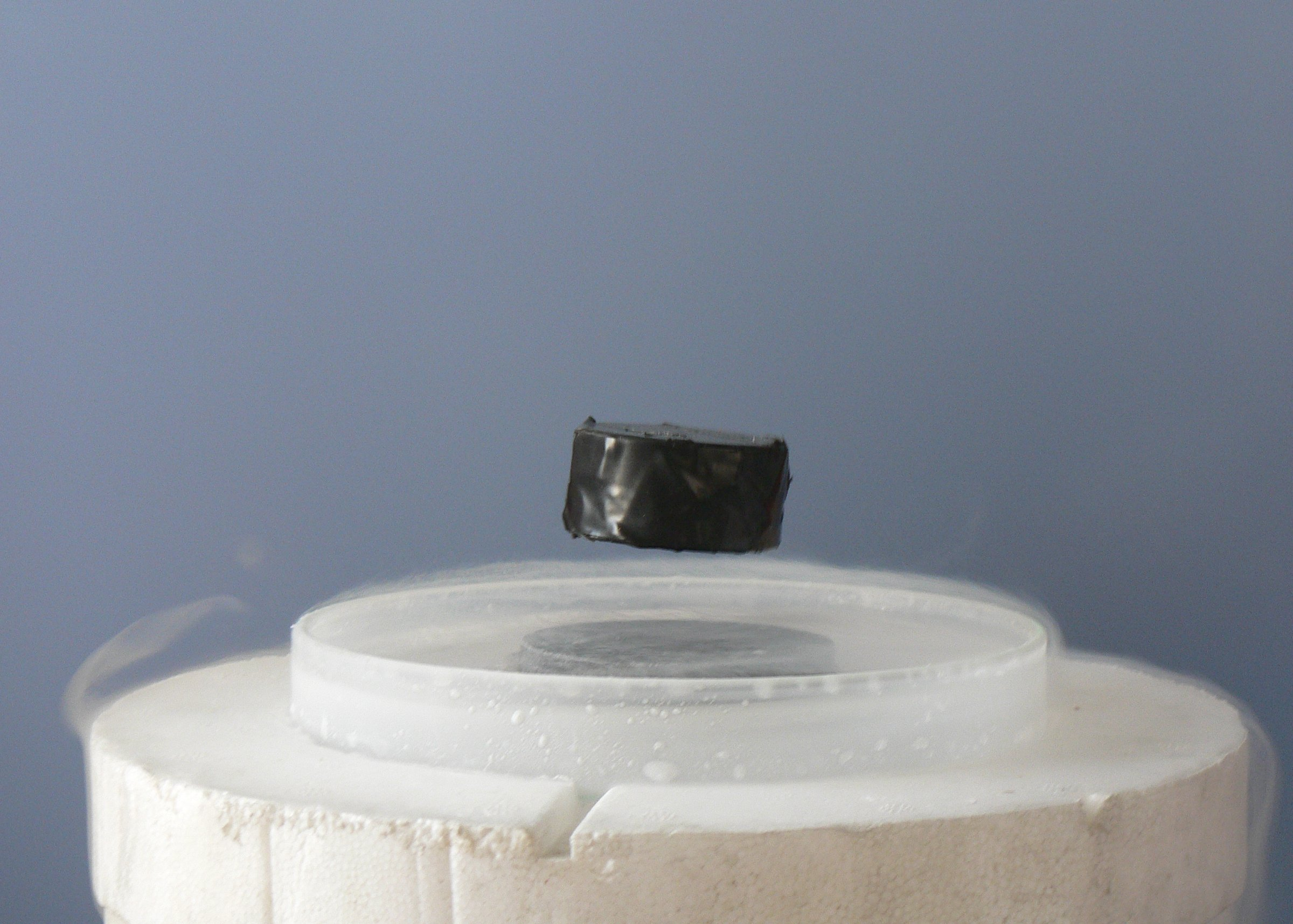
Magnes lewitujący nad chłodzonym ciekłym azotem nadprzewodnikiem wysokotemperaturowym

Linie pola magnetycznego zostają wypchnięte z nadprzewodnika w temperaturze niższej od krytycznej

Efekt Meissnera, zjawisko Meissnera, także efekt Meissnera-Ochsenfelda lub zjawisko Meissnera-Ochsenfelda – zjawisko zaniku pola magnetycznego (wypchnięcia pola magnetycznego) w nadprzewodniku, gdy przechodzi on w stan nadprzewodzący. Zjawisko zostało odkryte w 1933 roku przez Walthera Meissnera i Roberta Ochsenfelda.
Zjawisko to jest podstawą do określenia, czy dany przewodnik o zerowym oporze elektrycznym jest nadprzewodnikiem.

## Opis zjawiska
Zewnętrzne pole magnetyczne o natężeniu mniejszym od granicznego nie wnika do nadprzewodnika, z wyjątkiem jego cienkiej warstwy przypowierzchniowej (jej grubość nazywa się głębokością wnikania Londonów); natężenie pola magnetycznego wewnątrz nadprzewodnika jest równe zeru. Graniczne natężenie, powyżej którego nadprzewodnictwo nie występuje, zależy od materiału nadprzewodnika oraz temperatury.
Gdy natężenie zewnętrznego pola magnetycznego przekroczy natężenie graniczne, zjawisko nadprzewodnictwa zanika, a pole magnetyczne zaczyna wnikać do wnętrza materiału. Jeżeli natężenie pola ponownie zmniejszy się, to znów ciało przechodzi w stan nadprzewodnictwa, a pole magnetyczne zostanie wypchnięte z wnętrza próbki. Przyczyną wypchnięcia jest pojawienie się w powierzchownej warstwie nadprzewodnika prądu elektrycznego o takim natężeniu, że wytworzone przez niego pole magnetyczne kompensuje pole magnetyczne wewnątrz nadprzewodnika. Związana z tym siła może utrzymać bryłkę nadprzewodnika nad stacjonarnym magnesem – jest to zjawisko lewitacji nadprzewodnika. Lewitujący w ten sposób nadprzewodzący magnes ma szczególną właściwość: może pozostawać w bezruchu (dzięki liniom pola magnetycznego uwięzionym w defektach sieci krystalicznej) lub wirować.

## Wyjaśnienie fenomenologiczne
Pierwszym wyjaśnieniem teoretycznym efektu Meissnera jest równanie Londonów:
{\displaystyle \nabla \times {\vec {J_{d}}}=-{\frac {\vec {B}}{\mu _{0}\lambda ^{2}}}}
i równanie Maxwella:
{\displaystyle \nabla \times {\vec {B}}=\mu _{0}{\vec {J_{d}}},}
gdzie:
{\displaystyle J_{d}} – gęstość prądu,
{\displaystyle B} – lokalna indukcja magnetyczna,
{\displaystyle \lambda } – głębokość wnikania.
Ponieważ pole magnetyczne jest wirowe, to
{\displaystyle \nabla \times \nabla \times {\vec {B}}=-\nabla ^{2}{\vec {B}}.}
Wynika stąd, że:
{\displaystyle \nabla ^{2}{\vec {B}}={\frac {\vec {B}}{\lambda ^{2}}}.}
Ponieważ laplasjan {\displaystyle B} jest równy zero, pole magnetyczne wewnątrz nadprzewodnika, poniżej głębokości wnikania, wynosi zero.
Fenomenologiczna teoria Londonów pozwoliła na wyjaśnienie eksperymentów bez podania mikroskopowych przyczyn powstawania nadprzewodnictwa. Pierwszą teorią mikroskopową, z której wynika efekt Meissnera, jest teoria BCS.